# Alfred Feder
Alfred Leonhard Feder SJ (* 12. August 1872 in Eupen; † 5. Juli 1927 in Valkenburg aan de Geul) war ein deutscher römisch-katholischer Jesuit und Theologe.

## Leben
Er trat 1891 in Blijenbeek in den Jesuitenorden ein. 1903 wurde er zum Priester geweiht. Er lehrte seit 1911 als Professor für Dogmengeschichte und geschichtliche Methodenlehre am Ignatiuskolleg in Valkenburg. 

## Schriften (Auswahl)
- Justins des Märtyrers Lehre von Jesus Christus dem Messias und dem menschgewordenen Sohne Gottes. Eine dogmengeschichtliche Monographie. Freiburg 1906.
- Lehrbuch der geschichtlichen Methode. Regensburg 1924.
- Studien zum Schriftstellerkatalog des heiligen Hieronymus. Freiburg 1927.